# Hirstienus nanus
Genre
Espèce
Synonymes
- Phalangodes nanus Hirst, 1913

Statut de conservation UICN

EX : Éteint
Hirstienus nanus, unique représentant du genre Hirstienus, est une espèce d'opilions laniatores de la famille des Biantidae. Endémique d'une île des Seychelles, l'espèce n'a pas été enregistrée depuis 1908, elle est donc considérée comme éteinte.

## Distribution
Cette espèce est endémique de Mahé aux Seychelles.

## Description
La femelle holotype mesure 1,75 mm.

## Systématique et taxinomie
Cette espèce a été décrite sous le protonyme Phalangodes nanus par Hirst en 1913. Elle est placée dans le genre Hirstienus par Roewer en 1949.

## Étymologie
Ce genre est nommé en l'honneur d'Arthur Stanley Hirst.

## Publications originales
- Hirst, 1913 : « The Percy Sladen Trust Expedition to the Indian Ocean in 1905 under the leadership of Mr. J. Stanley Gardiner. No. II. - Second report on the Arachnida - The scorpions, pedipalpi, and supplementary notes on the opiliones and pseudoscorpions. » Transactions of the Linnean Society of London, vol. 16, p. 31–37 (texte intégral).
- Roewer, 1949 : « Einige neue Gattungen der Phalangodidae (Opiliones). » Veröffentlichungen aus dem Überseemuseum Bremen, vol. 1, p. 143–144.